# Geoffrey West

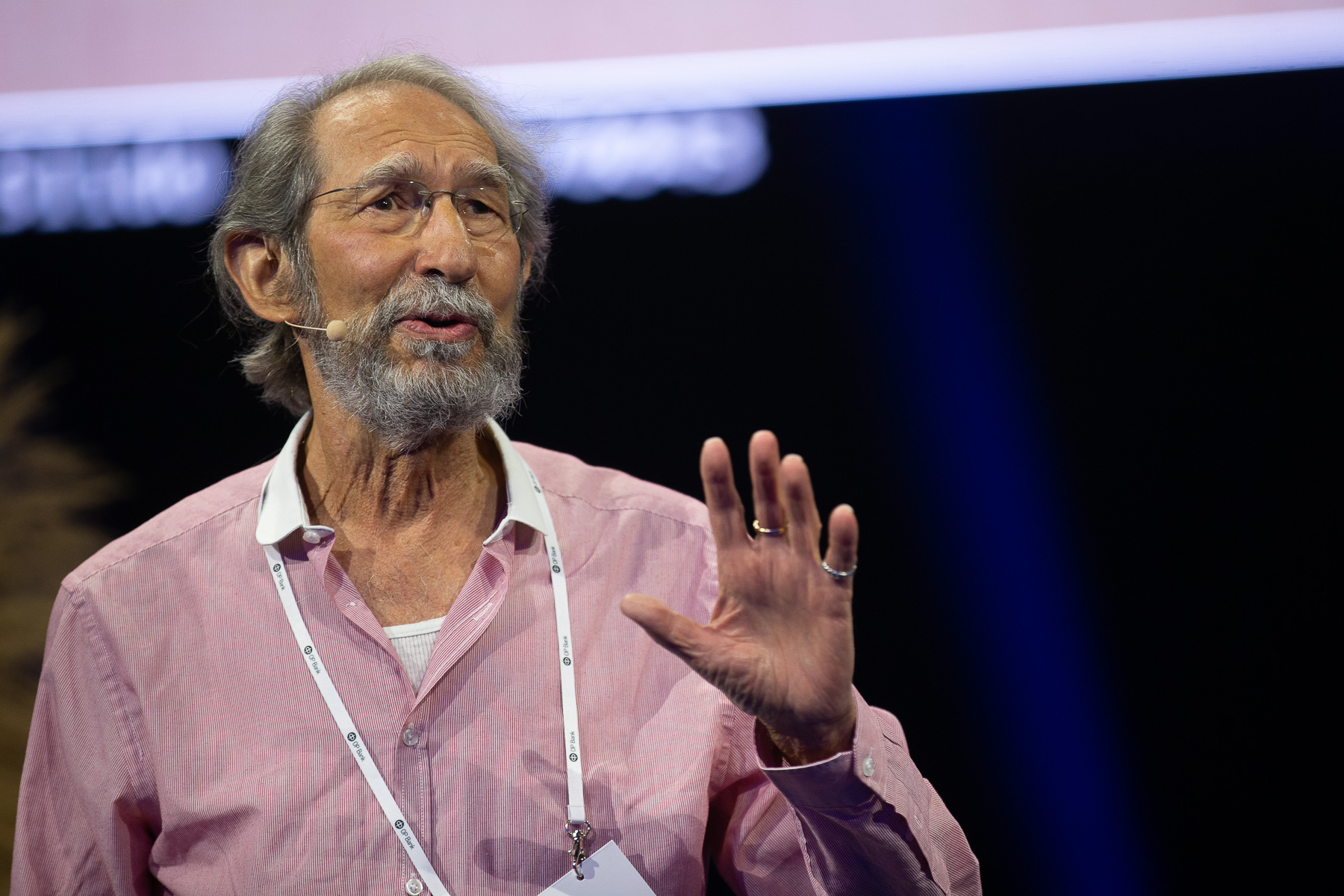
Geoffrey West (2022)

Geoffrey West (ur. w 1940 r. w Taunton, Somerset) – brytyjski fizyk.

## Życiorys

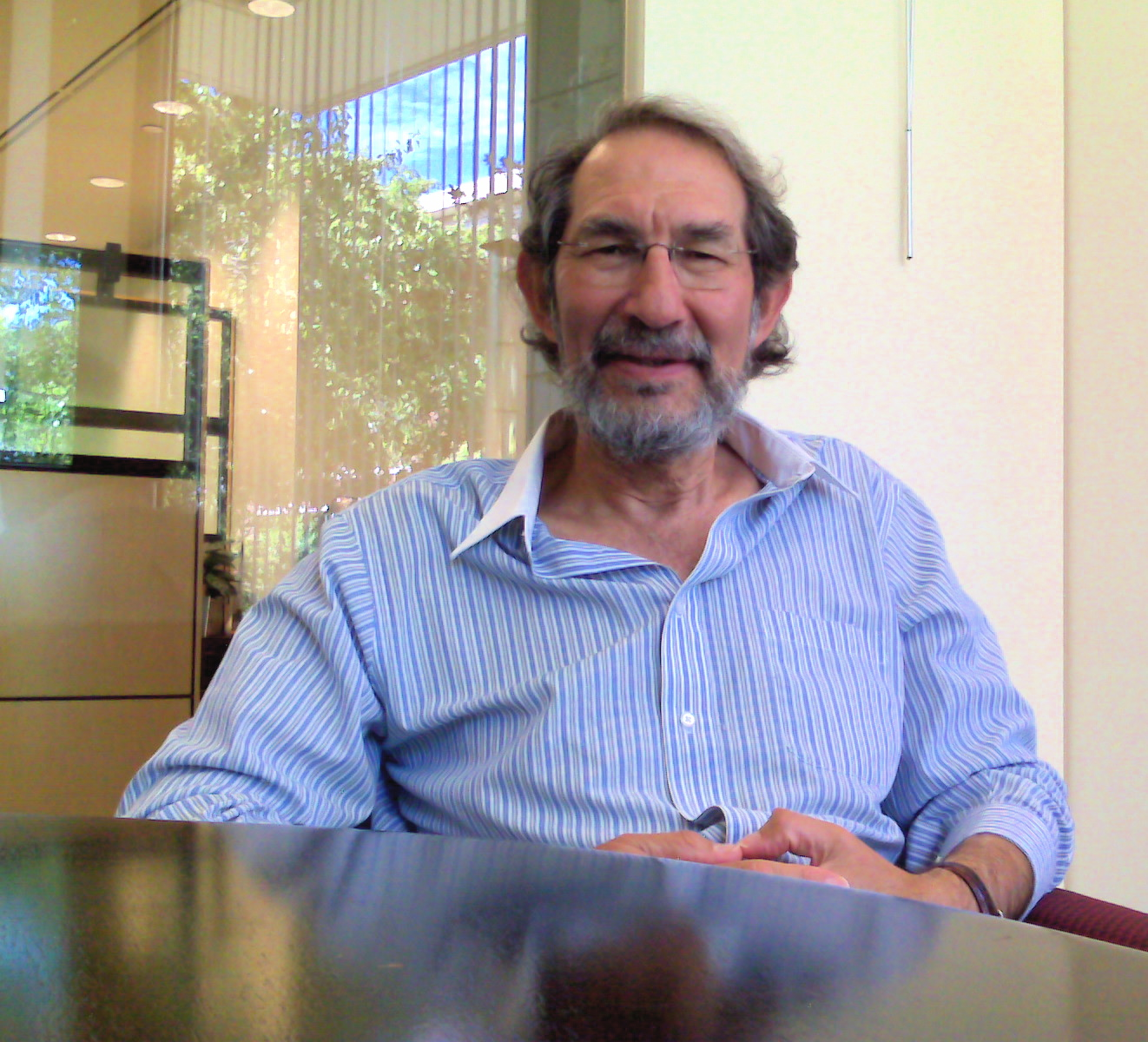
Geoffrey West (2007)

W wieku 13 lat przeniósł się do Londynu. W 1961 r. uzyskał tytuł magistra fizyki na Uniwersytecie Cambridge, a następnie kontynuował studia w Stanford w Kalifornii, gdzie w 1966 r. uzyskał tytuł dr (Ph.D.). Ostatecznie został członkiem wydziału, zanim przystąpił do grupy teorii cząstki w Los Alamos National Laboratory, w Nowym Meksyku. W końcu stanął na czele Instytutu Santa Fe, gdzie pracuje nad problemami związanymi z biologią. Członek Amerykańskiego Towarzystwa Fizycznego. Autor kilku książek i wydawca „Komentarzy do Biologii Teoretycznej” (Comments in Theoretical Biology). Został uhonorowany przez tygodnik Time, w kategorii „Time 100” – „Ludzie, którzy kształtują nasz świat”.
Wraz z Jimem Brownem i Brianem Enquistem prostą formułą matematyczną wyraził korelację pomiędzy rozmiarami organizmu a przeciętnym okresem jego życia. Przede wszystkim czas życia związany jest ściśle z częstotliwością pulsu. Każde obdarzone sercem zwierzę ma przez całe życie do dyspozycji mniej więcej tę samą liczbę uderzeń serca – około jednego miliarda. Puls małych zwierząt jest jednak znacznie szybszy niż zwierząt dużych. Okazuje się, że szybkość bicia serca różnych organizmów daje się wyrazić jako stosunek ich mas podniesiony do potęgi minus 1/4. Na przykład kot, który jest około 100 razy masywniejszy od myszy, ma puls wolniejszy od niej o czwarty pierwiastek ze 100 – czyli około 3,2 razy. Żyje też ok. trzy razy dłużej.